# 430年代
| 千纪： | 1千纪                                                                                  |
| 世纪： | 4世纪 \| 5世纪 \| 6世纪                                                                |
| 年代： | 400年代 \| 410年代 \| 420年代 \| 430年代 \| 440年代 \| 450年代 \| 460年代              |
| 年份： | 430年 \| 431年 \| 432年 \| 433年 \| 434年 \| 435年 \| 436年 \| 437年 \| 438年 \| 439年 |

## 大事记

### 430

#### 亚洲
- 馮跋称帝北燕，一个觊觎统一中国已久的国家。后由其弟馮弘继承皇位。

#### 罗马帝国
- 汪达尔人在国王盖萨里克的率领下沿着地中海在北非扩展他们的势力并且围攻希波城。
- 埃提乌斯在雷蒂亚战胜西哥特人和法兰克人军队的后，被任命为Magister militum。

## 出生
- 安納斯塔西亞一世（約430年－518年），東羅馬帝國皇帝。
- 尼波斯（430年出生），西罗马帝国倒数第二位皇帝。